# 四趾岩象鼩
四趾岩象鼩（学名：Petrodromus tetradactylus）也称四趾岩跳鼩，是象鼩科岩象鼩属中现存唯一的一种，广泛分布于非洲中部和东部的丛林及农田地带，捕食无脊椎动物。